# Alex M.O.R.P.H.

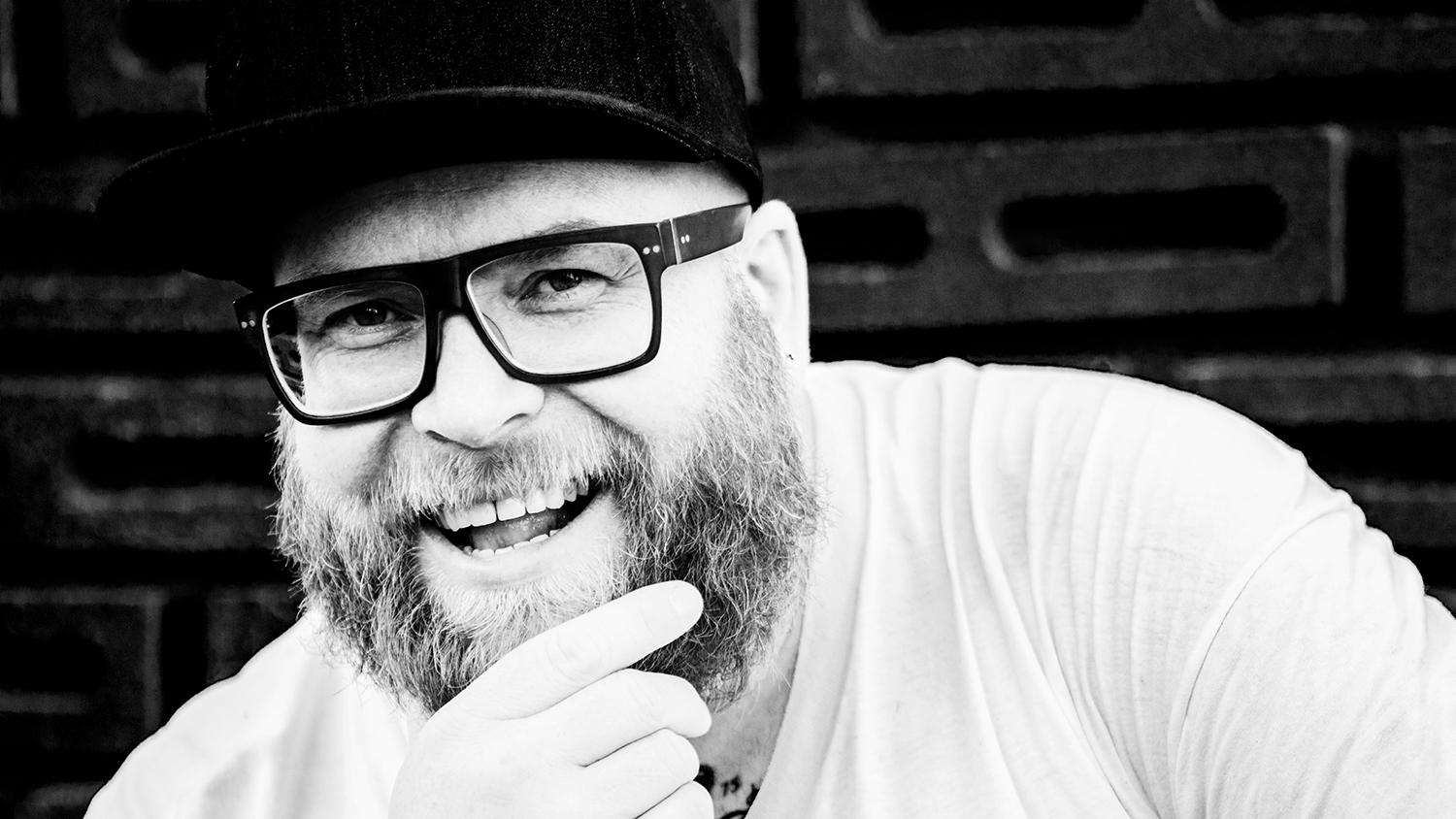
ALEX M.O.R.P.H. 2016

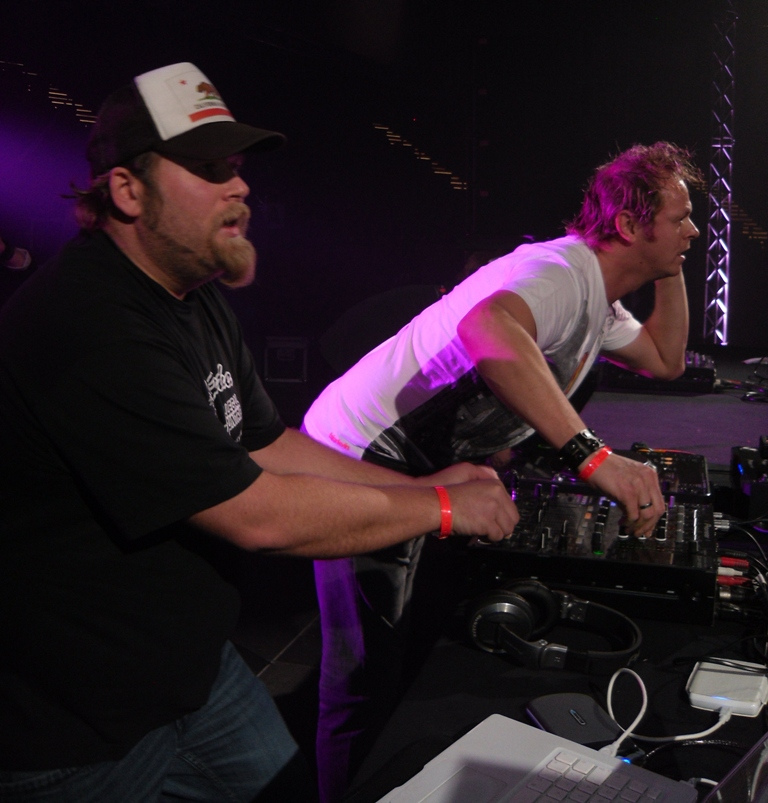
Alex M.O.R.P.H. (vorne) und Woody van Eyden (2010)

Alex M.O.R.P.H. (bürgerlich Alexander Mieling) ist ein deutscher DJ und Musikproduzent im Trance- und Techno-Bereich.

## Pseudonym
Der Künstlername Alex M.O.R.P.H. hat seinen Ursprung im Songtitel Spicelab – Amorph, dessen Namen Mieling abänderte, um ihn für sich nutzen zu können. Amorph, wobei das A für Alexander (kurz: Alex) benutzt wurde, und das Wort morph, bezeichnend für Mielings regelmäßige Imageänderungen zu dieser Zeit (u. a. die Haar- und Bartfarbe). Die Punkte nach den Buchstaben sind lediglich aus optischen Gründen eingefügt worden.
Mit dem Produzententeam Stoneface & Terminal arbeitete er zuvor an Projekten wie M.O.R.P.H., Arc in the Sky, Ohm Boys und Scirocco. Diese Projekte sind jedoch inzwischen eingestellt, und sowohl Eigenproduktionen als auch Remixe werden heute nur noch unter dem Namen Alex M.O.R.P.H. veröffentlicht.

## Karriere
Nach den Alben Klangwelt, Maximum Overdrive, Consequence und Creatures sowie diverser Remixe wurde Alex im Jahr 2003 ein Teil des in dem Jahr gegründeten deutschen Trancelabels Fenology Records, auf dem er später seine bis dato erfolgreichsten Singles veröffentlichte: Flaming Clouds, Unification und New Harvest. Sein Musikstil lässt sich als treibender, energischer und melodiöser Trance beschreiben. Alex M.O.R.P.H. fertigte bis heute weit über hundert Remixe für verschiedenste Künstler an, darunter Ayumi Hamasaki, Paul van Dyk und Faithless.
Zusammen mit seinem Manager und Freund Woody van Eyden arbeitet er ebenfalls zunehmend an Produktionen und Remixen und ist mit ihm hinter den Plattentellern als DJ-Team Alex M.O.R.P.H. B2B Woody van Eyden tätig. Unter diesem Namen sind auch einige Remixe erschienen, wie z. B. von seinem eigenen Track Walk The Edge oder von Armin van Buurens und DJ Shahs Going Wrong.
Sein Durchbruch gelang ihm mit der Zusammenarbeit mit dem bekannten niederländischen Trance-Act Rank 1: Alex M.O.R.P.H. & Rank 1 – Life Less Ordinary. In der vermischten sie charakteristische Synthesizer-Flächen des Trance-Genre mit treibenden Elektro-Beats.

## Universal Nation
Universal Nation ist der Titel von Alex M.O.R.P.H.' wöchentlicher Radioshow. 
Die Sendung dauert eine Stunde und ist jeden Montag von 21:00 – 22:00 Uhr auf digitally imported (Club Sounds) zu hören. 
Die Sendung wurde am 6. April 2015 gestartet. Seit Ende 2019 ist die Sendung ebenfalls auf dem deutschen Sender Evosonic Radio zu hören.
Seit dem 8. Februar 2016 führt Alex M.O.R.P.H. sein gleichnamiges Label 'Universal Nation'.
Auf dem Label sind seither große Namen wie Woody van Eyden, Ben Nicky, Dark Fusion, Aimoon, Liquid Soul und viele weitere zu finden.

## DJ Mag Platzierungen
| Jahr | Platzierung | Projekt                             |
| ---- | ----------- | ----------------------------------- |
| 2008 | #100        | Alex M.O.R.P.H. B2B Woody van Eyden |
| 2009 | #99         | Alex M.O.R.P.H.                     |
| 2010 | #127        | Alex M.O.R.P.H.                     |
| 2011 | #146        | Alex M.O.R.P.H.                     |
| 2012 | #104        | Alex M.O.R.P.H.                     |

## Diskografie (Auswahl)

### Alben
| Name            | Titel                          | Label          | Jahr |
| --------------- | ------------------------------ | -------------- | ---- |
| Alex M.O.R.P.H. | Purple Audio                   | Vandit Records | 2009 |
| Alex M.O.R.P.H. | Purple Audio Reloaded          | Vandit Records | 2010 |
| Alex M.O.R.P.H. | Hands on Armada                | Armada Music   | 2010 |
| Alex M.O.R.P.H. | Prime Mover                    | Armada Music   | 2012 |
| Alex M.O.R.P.H. | Prime Mover - The Remixes      | Armada Music   | 2013 |
| Alex M.O.R.P.H. | Not All Superheroes Wear Capes | Vandit Records | 2016 |

### DJ Mixes (Longplayer-Kompilationen)
| Name                                                 | Titel                                  | Label            | Jahr |
| ---------------------------------------------------- | -------------------------------------- | ---------------- | ---- |
| Alex M.O.R.P.H.                                      | Trance Nation 20                       | Silly Spider     | 2005 |
| Alex M.O.R.P.H. B2B Woody van Eyden                  | Fenology Russian Sessions > Volume One | World Club Music | 2006 |
| Alex M.O.R.P.H. B2B Woody van Eyden                  | M8 Christmas CD                        | M8 Magazine      | 2006 |
| Talla 2XLC meets Alex M.O.R.P.H. B2B Woody van Eyden | Technoclub Vol. 23                     | Klubbstyle Media | 2007 |
| Alex M.O.R.P.H.                                      | Waiting for Stadium of Sound           | Universal Music  | 2008 |
| Alex M.O.R.P.H. B2B Woody van Eyden                  | HeavensGate Volume 1                   | More Music       | 2010 |
| Talla 2XLC & Alex M.O.R.P.H                          | Techno Club 58                         | ZYX Music        | 2020 |

### Produktionen (Auszug)
| Name                                                    | Titel                          | Label                            | Jahr |
| ------------------------------------------------------- | ------------------------------ | -------------------------------- | ---- |
| Alex M.O.R.P.H.                                         | Supernova                      | WEA Records                      | 2001 |
| Alex M.O.R.P.H.                                         | Klangwelt                      | Clubbgroove Records              | 2002 |
| Alex M.O.R.P.H.                                         | Flaming Clouds                 | Fenology Records                 | 2004 |
| Alex M.O.R.P.H.                                         | Unification                    | Fenology Records                 | 2004 |
| Alex M.O.R.P.H.                                         | New Harvest                    | Fenology Records                 | 2005 |
| Alex M.O.R.P.H. pres. Everest                           | Orée                           | MonsterTunes                     | 2006 |
| Alex M.O.R.P.H. & Woody van Eyden feat. Kate Peters     | Heavenly                       | Fenology Records                 | 2006 |
| Alex M.O.R.P.H. & Rank 1                                | Life Less Ordinary             | Ministry of Sound                | 2006 |
| Alex M.O.R.P.H. & Rank 1                                | Life Less Ordinary             | High Contrast                    | 2007 |
| Alex M.O.R.P.H. & Woody van Eyden pres. Lexwood         | I Love Trance                  | Fenology Records                 | 2007 |
| Paul van Dyk & Alex M.O.R.P.H.                          | In Circles                     | Vandit Records                   | 2008 |
| Paul van Dyk & Alex M.O.R.P.H.                          | Get Back                       | Vandit Records                   | 2008 |
| Alex M.O.R.P.H. & Woody van Eyden feat. Michelle Citrin | Turn it on                     | Vandit Records                   | 2008 |
| Alex M.O.R.P.H. feat. Katie Marne                       | Spirit                         | Vandit Digital                   | 2008 |
| Alex M.O.R.P.H.                                         | Walk The Edge                  | High Contrast                    | 2008 |
| Alex M.O.R.P.H.                                         | Sunshine                       | Vandit Records                   | 2008 |
| Alex M.O.R.P.H.                                         | Purple Audio                   | Vandit Digital                   | 2008 |
| Alex M.O.R.P.H. feat. Simon                             | No Regrets                     | Vandit Digital                   | 2009 |
| Alex M.O.R.P.H. feat. Roberta Harrison                  | Photograph                     | Vandit Digital                   | 2009 |
| Alex M.O.R.P.H. feat. Ana Criado                        | Sunset Boulevard               | Vandit Records                   | 2009 |
| Alex M.O.R.P.H. feat. Michael                           | Wanna Be                       | Vandit Records                   | 2009 |
| Alex M.O.R.P.H.                                         | Break the Light                | Vandit Digital                   | 2010 |
| Alex M.O.R.P.H. feat. Sylvia Tosun                      | An Angel's Love                | Armada Music / A State of Trance | 2011 |
| Alex M.O.R.P.H. feat. Sylvia Tosun                      | Antara (The Circle)            | Armada Music / A State of Trance | 2012 |
| RAM & Alex M.O.R.P.H.                                   | Grotesque                      | AVA                              | 2012 |
| Alex M.O.R.P.H.                                         | New York City                  | A State of Trance                | 2013 |
| Alex M.O.R.P.H. & Jerome Isma-Ae                        | BANG!                          | Armind                           | 2013 |
| Alex M.O.R.P.H. feat. Natalie Gioia                     | Dreams                         | A State of Trance                | 2013 |
| Alex M.O.R.P.H. & Zara Taylor                           | Human                          | Manufactured Music               | 2013 |
| Alex M.O.R.P.H. & Austin Leeds                          | FREAQ                          | Manufactured Music               | 2014 |
| Alex M.O.R.P.H. & Woody van Eyden                       | A Night Outside                | Vandit Records                   | 2014 |
| Alex M.O.R.P.H. feat. Natalie Gioia                     | My Heaven                      | A State of Trance                | 2014 |
| Alex M.O.R.P.H. vs. Feel                                | Trancemission Anthem 2014      | Vandit Records                   | 2014 |
| Alex M.O.R.P.H.                                         | Nitro                          | Vandit Records                   | 2014 |
| Alex M.O.R.P.H. feat. Natalie Gioia                     | The Reason                     | A State of Trance                | 2014 |
| Alex M.O.R.P.H. & Max Freegrant                         | 1ne                            | Coldharbour Recordings           | 2014 |
| Alex M.O.R.P.H.                                         | Sacred Heart                   | Vandit Records                   | 2014 |
| Alex M.O.R.P.H., Heatbeat                               | Amistad                        | Vandit Records                   | 2015 |
| Alex M.O.R.P.H. feat. Natalie Gioia                     | 4Ever                          | Vandit Records                   | 2015 |
| Alex M.O.R.P.H., Driftmoon                              | R2D2                           | Vandit Records                   | 2016 |
| Alex M.O.R.P.H., Liquid Soul                            | The Journey                    | Universal Nation                 | 2016 |
| Alex M.O.R.P.H., Tempo Giusto                           | Majestic                       | Universal Nation                 | 2016 |
| Alex M.O.R.P.H., Den Rize feat. Natalie Gioia           | Angelic                        | Vandit Records                   | 2016 |
| Alex M.O.R.P.H.                                         | Not All Superheroes Wear Capes | Vandit Records                   | 2016 |
| Alex M.O.R.P.H.                                         | Euforia Anthem                 | Vandit Records                   | 2016 |
| Alex M.O.R.P.H., Paul van Dyk                           | We Are                         | Vandit Records                   | 2016 |
| Alex M.O.R.P.H.                                         | Awakening                      | Vandit Records                   | 2016 |
| Alex M.O.R.P.H.                                         | Eureka                         | Vandit Records                   | 2016 |
| Alex M.O.R.P.H. feat. Kim Kiona                         | Meeon                          | Vandit Records                   | 2016 |
| Alex M.O.R.P.H., Aimoon                                 | Astra                          | Vandit Records                   | 2016 |
| Alex M.O.R.P.H.                                         | Sun of Ilena Pt. 2             | Vandit Records                   | 2016 |
| Alex M.O.R.P.H. feat. Claire Willis                     | Always Be                      | Vandit Records                   | 2016 |
| Alex M.O.R.P.H., Dark Fusion feat. Kim Kiona            | Broke Apart                    | Vandit Records                   | 2016 |
| Alex M.O.R.P.H. feat. Sun and the Moon                  | Don't Talk Away the Magic      | Vandit Records                   | 2016 |
| Alex M.O.R.P.H., Woody Van Eyden feat. Tiff Lacey       | Dreamcatcher                   | Vandit Records                   | 2016 |
| Alex M.O.R.P.H. feat. Kim Kiona                         | Coming Home                    | Vandit Records                   | 2016 |

### Remixes (Auszug)
| Name                                              | Titel (Remix)                                                 | Label               | Jahr |
| ------------------------------------------------- | ------------------------------------------------------------- | ------------------- | ---- |
| Ayumi Hamasaki                                    | M (van Eyden & Morph Remix)                                   | Drizzly             | 2003 |
| Talla 2XLC feat. Ely                              | The air that I breathe (Alex M.O.R.P.H. Remix)                | Technoclub          | 2004 |
| ATB                                               | Marrakech (Alex M.O.R.P.H. Remix)                             | Kontor Records      | 2004 |
| ATB                                               | Humanity (Alex M.O.R.P.H. Remix)                              | Kontor Records      | 2005 |
| Armin van Buuren                                  | Shivers (Alex M.O.R.P.H. Remix)                               | Armada Music        | 2005 |
| Jochen Miller                                     | Chromatic (Alex M.O.R.P.H. Remix)                             | Be Yourself Music   | 2006 |
| Super8 + DJ Tab                                   | Helsinki Scorchin' (Alex M.O.R.P.H. Remix)                    | Anjunabeats         | 2006 |
| Paul van Dyk feat. Rea Garvey                     | Let Go (Alex M.O.R.P.H. Remix)                                | Vandit Records      | 2007 |
| Markus Schulz & Departures with Gabriel & Dresden | Without you near (Alex M.O.R.P.H. Remix)                      | Armada Music        | 2007 |
| Armin van Buuren & DJ Shah                        | Going Wrong (Alex M.O.R.P.H. B2B Woody van Eyden Remix)       | Armada Music        | 2008 |
| Will Holland feat. Yana Kay                       | Tears in the Rain (Alex M.O.R.P.H. B2B Woody van Eyden Remix) | Enhanced Recordings | 2008 |
| Josh Gabriel pres. Winter Kills                   | Deep Down (Alex M.O.R.P.H. Remix)                             | Armada Music        | 2009 |
| Filo & Peri feat. Aruna                           | Ashley (Alex M.O.R.P.H. Remix)                                | Vandit Records      | 2009 |
| Faithless                                         | Sun to me (Alex M.O.R.P.H. Remix)                             | PIAS Recordings     | 2009 |
| Filo & Peri feat. Audrey Gallagher                | This Night (Alex M.O.R.P.H. Remix)                            | Vandit Records      | 2010 |
| Armin van Buuren feat. vanVelzen                  | Broken Tonight (Alex M.O.R.P.H. Remix)                        | Armada Music        | 2010 |
| Sylvia Tosun                                      | Above all (Alex M.O.R.P.H. Remix)                             | Sea to Sun          | 2010 |
| The Thrillseekers                                 | Synaesthesia (Alex M.O.R.P.H. Remix)                          | Soundpiercing       | 2010 |
| Ridgewalkers feat. El                             | Find (Alex M.O.R.P.H. Remix)                                  | Armada Music        | 2011 |
| Veracocha                                         | Carte Blanche (Alex M.O.R.P.H. Remix)                         | Armada Music        | 2011 |
| Glenn Morrison feat. Christian Burns              | Tokyo Cries (Alex M.O.R.P.H. Remix)                           | Magik Muzik         | 2011 |
| Dash Berlin feat. Jonathan Mendelsohn             | Better Half Of Me (Alex M.O.R.P.H. Mix)                       | Aropa               | 2011 |
| Dash Berlin feat. Jonathan Mendelsohn             | Better Half Of Me (Alex M.O.R.P.H. Dub Mix)                   | Aropa               | 2011 |

## Belege
1. ↑  Chartquellen: NL